# Dekoral
Dekoral – marka farb: lateksowych, akrylowych, emulsyjnych, lakierów i impregnatów do drewna oraz preparatów do ochrony elementów żeliwnych.

## Dekoral – pierwsze kroki na polskim rynku
Początek nazwie Dekoral dały dwa słowa: dekoracja i RAL – pierwsza na polskim rynku karta kolorów. Marka ta powstała z potrzeby połączenia pod jednym szyldem oferty wiodących producentów farb, lakierów i impregnatów – Spółki Polifarb Cieszyn-Wrocław SA. Produktami, które zapoczątkowały rodzinę Dekoral były 3 farby emulsyjne: Polinak, Akrylit W i Akrotix oraz 2 emalie do drewna i metalu:Emakol i Akrylux. W 1998 roku powstało pierwsze logo brandu oraz spójna szata graficzna produktów. Na sklepowych półkach pojawiały się pierwsze opakowania sygnowane nazwą Dekoral.
Oferta marki to wiele różnorodnych artykułów do dekoracji i odnowy wnętrz. W 2010 roku Dekoral wraz z markami Domalux, Drewnochron, Cieszynka, Bondex, Malfarb, Dekoral Professional, Dekoral Gold, i Sigma Coatings stał się częścią firmy PPG Deco Polska Sp. z o.o., należącej do amerykańskiego koncernu PPG Industries. Właścicielem marki jest PPG Deco Polska Sp. z o.o.

## Inicjatywy marki
Konkurs Dekoral Fashion Awards
W 2013 roku marka organizuje konkurs dla młodych projektantów mody – Dekoral Fashion Awards.
Kolorowa Polska
Od kwietnia do sierpnia 2014 roku marka Dekoral Fashion przeprowadziła ogólnopolską kampanię na temat kolorów o nazwie Kolorowa Polska. Akcja miała na celu zbadanie preferencji kolorystycznych wśród Polaków. Dane zebrane podczas wywiadów ulicznych oraz za pośrednictwem internetowej ankiety były gromadzone, a następnie prezentowane w formie infografik i podsumowań. W ramach akcji edukacyjnej „Kolorowa Polska. Wiemy jak łączyć kolory”, klientom którzy zamieścili gdziekolwiek w Internecie wpis i dodali hashtag #kolorowapolska, eksperci Dekoral Fashion doradzali jak dobrać kolory ścian w mieszkaniu.

## Historia[4]
- 1998: powstała nazwa Dekoral, którą sygnowane są produkty spółki Polifarb Cieszyn-Wrocław SA.
- 2000: powstała pierwsza karta kolorów w historii rodziny Dekoral. Marka zostaje nagrodzona godłem Teraz Polska.
- 2001: powstał system doboru kolorów – Dekoral Color System.
- 2002: We Wrocławiu i Sopocie powstały pierwsze Studia Aranżacji Koloru Dekoral, oferujące porady w zakresie doboru koloru.
- 2005: Powstała marka dla użytkowników profesjonalnych – Dekoral Professional.
- 2006: Powstała marka adresowana do profesjonalnych malarzy i pracowników firm remontowo – budowlanych, Dekoral Gold.
- 2007: We współpracy marki Dekoral z projektantką mody Ewą Minge powstała kolekcja kolorów Dekoral Fashion[5].
- 2010: Na stronie Dekoral pojawiła się aplikacja Wirtualny Wizualizer Dekoral.
- 2013: Dekoral wprowadził innowacyjną i darmową aplikację iColor Dekoral pomocną przy dekoracji wnętrz.
- 2014: Ruszył serwis KoloriWnetrze.pl, na którym pojawił się również Wizualizer 2.0. Dekoral został partnerem Festiwalu Kolorów, który zmienił Lublin, Kraków i Wrocław w najbarwniejsze miasta Polski.

## Wybrane nagrody
- 2002 roku Dekoral został wyróżniony godłem Teraz Polska[6].
- W roku 2007 farbom Dekoral Power Paint przyznano specjalne wyróżnienie „Odkrycie roku” w ramach nagrody „Laur Konsumenta 2007”[7].
- Superbrands 2012[8], 2013, 2013/2014[9].
- Budowlana Marka Roku w kategorii Farby 2014[10].